# Gare de Feldkirch-Altenstadt
La gare de Feldkirch-Altenstadt (en allemand Feldkirch-Altenstadt) est une gare ferroviaire autrichienne de la ligne de Feldkirch à Buchs. Elle est située à Altenstadt, quartier de la ville de Feldkirch dans le Land autrichien de Vorarlberg.
C'est une halte voyageurs Österreichische Bundesbahnen (ÖBB) desservie par des trains régionaux.

## Situation ferroviaire
Établie à 457 mètres d'altitude, la halte d'Altenstadt est située au point kilométrique (PK) 2,133 de la ligne de Feldkirch à Buchs, entre les gares de Feldkirch et de Feldkirch-Gisingen.
La voie unique dessert un quai latéral à proximité du passage à niveau routier.

## Service des voyageurs

### Accueil
Halte voyageurs ÖBB, c'est un point d'arrêt non géré (PANG) à accès libre.

### Desserte
Altenstadt est  desservie par des trains régionaux. 

### Intermodalité
Un parc pour les vélos, de vingt places, y est aménagé.